# Diastole (slak)
Diastole is een geslacht van weekdieren uit de  familie van de Clausiliidae.

## Soort
- Diastole conula (Pease, 1861)